# Аб'юзивні стосунки
Аб'юзивні стосунки (англ. abusive relationships), також насильницькі, жорстокі стосунки — взаємини, в яких одна людина (аб'юзер, агресор, насильник, кривдник) шляхом насильства (фізичного, сексуального, психологічного чи економічного) порушує особисті кордони іншої (постраждалої або жертви) з метою придушення волі та підкорення. Це жорстокі у спілкуванні та діях стосунки приниження між «тираном» і «жертвою», з постійними маніпуляціями грошима, шантажем, погрозами, фізичною агресією та моральним знущанням. У такому типі стосунків (на відміну від співзалежних чи трикутника Карпмана) жертва й агресор не міняються місцями і жертва з ряду причин не може вийти з них. Аб'юзивні стосунки є основою домашнього насильства, та можуть існувати в будь-яких інших міжособистісних зв'язках. Більшість аб'юзерів складають чоловіки (як і в контексті гендерного насильства), хоча аб'юзити може людина будь-якої статі. Чоловіки-аб'юзери також частіше застосовують фізичне та сексуальне насильство, на відміну від жінок.

## Типи аб'юзу
- Фізичне насильство: побої, рукоприкладство з метою підкорення жертви, виконання вимог агресора[6]. Також обмеження пересування (знерухомлення, замкнення у квартирі тощо).
- Психологічне насильство: шантаж, погрози (зокрема, вбивством), маніпуляції в прихованій чи явній формі. Заборони спілкуватися з іншими людьми, залякування, психологічні тортури (обмеження сну шумами, музикою тощо), газлайтинг, перешкоджання діяльності, що потребує зосередження, публічні приниження (нищівні коментарі, знецінення), сварки, інша вербальна і невербальна агресія.
- Економічне: контроль грошових ресурсів (відбирання коштів, усунення джерел доходу, саботаж та обмеження освіти і працевлаштування жінки, руйнування кар'єри та репутації, обмеження у покупках, в тому числі предметів першої необхідності, забезпечення домогосподарства, догляду за дітьми), обмеження доступу до інформації (навчальної, для здобуття доходу, про вихід з аб'юзу) з метою обмеження соціальних зв'язків та створення залежного положення.
- Сексуальне: примус до сексу чи небажаних сексуальних практик, сексуальні домагання, маніпулювання згодою на секс, репродуктивний тиск (саботаж та пошкодження контрацептивів, запліднення проти волі, перешкоджання в аборті) з метою «прив'язати дітьми» та зруйнувати кар'єру і власний дохід партнерки, супроводжується фізичними погрозами.

## Ознаки аб'юзивних стосунків
- Обмеження спілкування: аб'юзер виступає проти підтримки жертвою стосунків з близькими та значущими для неї людьми, які можуть відкрити їй очі на його деструктивну поведінку.
- Обмеження діяльності: аб'юзер протидіє заняттям і обмежує ресурси жертви, пов'язані з освітою, кар'єрою, хобі, творчістю, саморозвитком та відпочинком.
- Ревнощі: аб'юзер вкрай негативно ставиться до спілкування партнера (особливо з людьми протилежної статі): втрачає самовладання при згадці іншої людини, контролює дзвінки, листування. Підозри у зраді використовуються як привід для насильства.
- Тотальний контроль: аб'юзер контролює кожен крок жертви, постійно тримає на контролі, де і з ким вона (він) знаходиться. Може включати контроль одягу, зовнішності, харчування, діяльності людини загалом.
- Подвійні стандарти: аб'юзер переконаний, що для чоловіків і жінок існують різні правила поведінки.
- Звинувачення: аб'юзер намагається зробити винним у власних та спільних труднощах (невдачі на роботі, в сім'ї) партнера.
- Нестабільний настрій: аб'юзер з наймилішого доброзичливця перетворюється в нещадного тирана, варто відбутися чомусь, що йому не подобається. «Спалахи люті» є вибірковими (спрямовані тільки на жертву і її ресурси, не проявляються щодо інших людей і в ситуаціях, що загрожують репутації аб'юзера).
- Необ'єктивна критика: аб'юзер постійно незадоволений всім, зокрема жертвою: йому не подобається, як вона одягається, говорить, виглядає, як доглядає за дітьми й утримує господарство, чим займається, її компанія.
- Переконання в неадекватності поведінки (газлайтинг): аб'юзер навіює жертві, що вона неадекватно сприймає реальність, емоційно нестабільна, у неї проблеми з пам'яттю, психологічними маніпуляціями запевняє партнера в її «ненормальності», аби зламати природний спротив.
- Ігнорування: включається, коли в аб'юзера немає доказів власної правоти, а аргументовані докази жертви йому неприємні.
- Егоїзм: аб'юзер використовує людину тільки для задоволення власних бажань і потреб.

## Причини, з яких жертві важко вийти з аб'юзу
- Обґрунтований страх переслідування та загрози життю при спробі вийти з-під контролю. Так, у США партнери щороку завдають серйозних травм 2 мільйонам жінок[5].
- Відсутність/нестача власних фінансів і цілковита залежність від аб'юзера внаслідок хронічного економічного насильства та обмеження контактів.
- Наявність спільних дітей та відсутність власного житла, права на майно, оформлені на аб'юзера.
- Зруйновані аб'юзером соціальні зв'язки, відсутність психологічної, правової, інформаційної підтримки та розуміння з боку інших людей.
- Перекритий аб'юзером доступ до медичних послуг та служб психологічно-соціальної підтримки, юридичної допомоги.
- Психічні порушення в результаті насильства: ПТСР, депресивні, тривожні розлади, виснаження.
- Культура засудження жертви, міфи про зґвалтування та протидія розголосу гендерного насильства.
- Внаслідок стокгольмського синдрому жертва має сильний емоційний зв'язок з агресором[7].

## Причини становлення аб'юзером
- Виховання батьками, які застосовують насильство чи аб'юз до матерів, партнерок і інших жінок в родині, формуючи у дитини модель аб'юзивних стосунків як прийнятних[8].
- Наявність дезадаптивних особистісних рис «темної тріади» (макіавеллізм, психопатія і нарцисизм). Переконання в тому, що для досягнення власних цілей людьми можна і потрібно маніпулювати при спілкуванні, а також конкретні вміння маніпуляції, відсутність почуття провини, холодність характеризують потенційного аб'юзера. Люди з високим рівнем психопатії, що мають схильність до порушення соціальних норм і правил, до обману, низьку тривожність, виражену зарозумілість в міжособистісних взаєминах, низьку емпатію, є потенційними аб'юзерами. Насильникам властивий нарцисизм, вимоги від оточення постійного захоплення й уваги до їх дій.
- Психологічна нестабільність і прояви негативних рис особистості: агресивність, запальність, жадоба влади. Низький рівень самоконтролю, жорстокість, виправдання насильства, недовіра і підвищена схильність до брехні.
- Велика кількість комплексів і низька самооцінка[9].
- Наявність психічних розладів.

## У культурі
- П'єса Патріка Гамільтона «Газове світло» (1938) та її екранізація «Газове світло» (1944) — класичне художнє дослідження газлайтингу.
- Фільм «Моя дівчина — монстр» (2017) — метафора звільнення з аб'юзивних стосунків.

## Протидія та превенція
Всебічною підтримкою та реабілітацією постраждалих займаються жіночі шелтери, організації допомоги постраждалим від сімейного насильства (в Україні такі як Ла Страда) та насильства проти жінок. Реалізацію стратегій допомоги постраждалим забезпечує Стамбульська конвенція.
- Книги Ланді Банкрофта: «Для чого він це робить» (Why Does He Do That?: Inside the Minds of Angry and Controlling Men, 2002), «When Dad Hurts Mom: Helping Your Children Heal the Wounds of Witnessing Abuse» (2004), «The Batterer as Parent: Addressing the Impact of Domestic Violence on Family Dynamics» (2002).